# Peter Schaefer
Peter Schaefer (né le 12 juillet 1977 à Yellow Grass, Saskatchewan au Canada) est un joueur professionnel canadien de hockey sur glace.

## Carrière
Sa carrière junior fut couronnée de succès. Il fut nommé à quelques reprises sur les équipes d'étoiles de la Ligue de hockey de l'Ouest en plus de participer à deux reprises à la Coupe Memorial sans toutefois la remporter.
Il commença son périple dans la Ligue nationale de hockey avec les Canucks de Vancouver. Il y jouera quelques saisons avant de passer aux Sénateurs d'Ottawa puis finalement avec les Bruins de Boston. Il joua aussi une saison en Finlande et une autre en Italie.
Après un an d'inactivité, il revient au hockey en 2010-2011 après une saison sans contrat.

## Statistiques

### En club
| Saison     | Équipe                 | Ligue          |     | Saison régulière | Saison régulière | Saison régulière | Saison régulière | Saison régulière |    | Séries éliminatoires | Séries éliminatoires | Séries éliminatoires | Séries éliminatoires | Séries éliminatoires |
| Saison     | Équipe                 | Ligue          | PJ  | B                | A                | Pts              | Pun              | PJ               | B  | A                    | Pts                  | Pun                  |                      |                      |
| 1993-1994  | Mallers de Yorkton     | SMHL           | 32  | 27               | 14               | 41               | 133              | -                | -  | -                    | -                    | -                    |                      |                      |
| 1993-1994  | Wheat Kings de Brandon | LHOu           | 2   | 1                | 0                | 1                | 0                | -                | -  | -                    | -                    | -                    |                      |                      |
| 1994-1995  | Wheat Kings de Brandon | LHOu           | 68  | 27               | 32               | 59               | 34               | 18               | 5  | 3                    | 8                    | 18                   |                      |                      |
| 1995       | Wheat Kings de Brandon | Coupe Memorial | -   | -                | -                | -                | -                | 4                | 3  | 0                    | 3                    | 0                    |                      |                      |
| 1995-1996  | Wheat Kings de Brandon | LHOu           | 69  | 47               | 61               | 108              | 53               | 19               | 10 | 13                   | 23                   | 5                    |                      |                      |
| 1996       | Wheat Kings de Brandon | Coupe Memorial | -   | -                | -                | -                | -                | 4                | 2  | 0                    | 2                    | 2                    |                      |                      |
| 1996-1997  | Wheat Kings de Brandon | LHOu           | 61  | 49               | 74               | 123              | 85               | 6                | 1  | 4                    | 5                    | 4                    |                      |                      |
| 1996-1997  | Crunch de Syracuse     | LAH            | 5   | 0                | 3                | 3                | 0                | 3                | 1  | 3                    | 4                    | 14                   |                      |                      |
| 1997-1998  | Crunch de Syracuse     | LAH            | 73  | 19               | 44               | 63               | 41               | 5                | 2  | 1                    | 3                    | 2                    |                      |                      |
| 1998-1999  | Crunch de Syracuse     | LAH            | 41  | 10               | 19               | 29               | 66               | -                | -  | -                    | -                    | -                    |                      |                      |
| 1998-1999  | Canucks de Vancouver   | LNH            | 25  | 4                | 4                | 8                | 8                | -                | -  | -                    | -                    | -                    |                      |                      |
| 1999-2000  | Crunch de Syracuse     | LAH            | 2   | 0                | 0                | 0                | 2                | -                | -  | -                    | -                    | -                    |                      |                      |
| 1999-2000  | Canucks de Vancouver   | LNH            | 71  | 16               | 15               | 31               | 20               | -                | -  | -                    | -                    | -                    |                      |                      |
| 2000-2001  | Canucks de Vancouver   | LNH            | 82  | 16               | 20               | 36               | 22               | 3                | 0  | 0                    | 0                    | 0                    |                      |                      |
| 2001-2002  | TPS Turku              | SM-liiga       | 33  | 16               | 15               | 31               | 93               | 8                | 1  | 2                    | 3                    | 2                    |                      |                      |
| 2002-2003  | Sénateurs d'Ottawa     | LNH            | 75  | 6                | 17               | 23               | 32               | 16               | 2  | 3                    | 5                    | 6                    |                      |                      |
| 2003-2004  | Sénateurs d'Ottawa     | LNH            | 81  | 15               | 24               | 39               | 26               | 7                | 0  | 2                    | 2                    | 4                    |                      |                      |
| 2004-2005  | HC Bolzano             | Série A        | 15  | 11               | 14               | 25               | 10               | 10               | 1  | 7                    | 8                    | 12                   |                      |                      |
| 2005-2006  | Sénateurs d'Ottawa     | LNH            | 82  | 20               | 30               | 50               | 40               | 10               | 2  | 5                    | 7                    | 14                   |                      |                      |
| 2006-2007  | Sénateurs d'Ottawa     | LNH            | 77  | 12               | 34               | 46               | 32               | 20               | 1  | 5                    | 6                    | 10                   |                      |                      |
| 2007-2008  | Bruins de Boston       | LNH            | 63  | 9                | 17               | 26               | 18               | 7                | 1  | 3                    | 4                    | 0                    |                      |                      |
| 2008-2009  | Bruins de Providence   | LAH            | 47  | 7                | 19               | 26               | 10               | 16               | 3  | 4                    | 7                    | 2                    |                      |                      |
| 2010-2011  | Canucks de Vancouver   | LNH            | 16  | 1                | 1                | 2                | 2                | -                | -  | -                    | -                    | -                    |                      |                      |
| 2010-2011  | ERC Ingolstadt         | DEL            | 15  | 4                | 11               | 15               | 22               | 4                | 1  | 1                    | 2                    | 4                    |                      |                      |
| Totaux LNH | Totaux LNH             | Totaux LNH     | 572 | 99               | 162              | 261              | 200              | 63               | 6  | 18                   | 24                   | 34                   |                      |                      |

| Année | Équipe | Compétition |   | PJ | B | A | Pts | Pun |  | Résultat |
| 2000  | Canada | CM          | 8 | 1  | 0 | 1 | 4   | 4e  |  |          |
| 2002  | Canada | CM          | 7 | 0  | 1 | 1 | 2   | 6e  |  |          |

## Trophées et honneurs personnels
- Ligue de hockey de l'Ouest
  - 1996 et 1997 : nommé dans la 1re équipe d'étoiles de l'association de l'Est
  - 1997 : gagnant du Trophée commémoratif des quatre Broncos et du Trophée plus-moins de la LHOu
- Ligue canadienne de hockey
  - 1997 : nommé dans la 1re équipe d'étoiles

## Transactions en carrière
- 21 septembre 2002 : échangé aux Sénateurs d'Ottawa par les Canucks de Vancouver en retour de Sami Salo.
- 17 juillet 2007 : échangé aux Bruins de Boston par les Sénateurs d'Ottawa en retour de Shean Donovan.

## Parenté dans le sport
- Frère du joueur Nolan Schaefer[4].